# Božidar Marković
Božidar Marković (serbisch-kyrillisch Божидар Марковић, * 21. Mai 1993 in Bajina Bašta) ist ein serbischer Leichtathlet, der sich auf den Hochsprung spezialisiert hat.

## Sportliche Laufbahn
Erste internationale Erfahrungen sammelte Božidar Marković im Jahr 2011, als er bei den Balkan-Juniorenmeisterschaften in Edirne mit übersprungenen 1,89 m die Bronzemedaille gewann. 2022 siegte er dann bei den Balkan-Hallenmeisterschaften in Istanbul mit 2,15 m.
2019 wurde Marković serbischer Meister im Hochsprung im Freien sowie 2015 und 2022 in der Halle.

## Persönliche Bestleistungen
- Hochsprung: 2,11 m, 24. Juni 2021 in Novi Sad
  - Hochsprung (Halle): 2,16 m, 5. Februar 2022 in Belgrad